# Грушнев
Грушнев (пол. Hruszniew) — село в Польщі, у гміні Плятерув Лосицького повіту Мазовецького воєводства. Населення — 206 осіб (2011).

## Історія
За даними етнографічної експедиції 1869—1870 років під керівництвом Павла Чубинського, у селі переважно проживали римо-католики, меншою мірою — греко-католики, які здебільшого розмовляли українською мовою.
У 1975—1998 роках село належало до Білопідляського воєводства.

## Демографія
Демографічна структура станом на 31 березня 2011 року:
|          | Загалом | Допрацездатний вік | Працездатний вік | Постпрацездатний вік |
| -------- | ------- | ------------------ | ---------------- | -------------------- |
| Чоловіки | 107     | 23                 | 71               | 13                   |
| Жінки    | 99      | 21                 | 46               | 32                   |
| Разом    | 206     | 44                 | 117              | 45                   |